# Chuyến bay 120 của UTair
Chuyến bay 120 của UTair là một chuyến bay vận chuyển hành khách nội địa thường lệ từ Tyumen Surgut, khu tự trị Khanty-Mansi, Nga. Ngày 02 tháng 4 năm 2012, chiếc ATR 72-200 của chuyến bay bị rơi ngay sau khi cất cánh từ sân bay quốc tế Roschino, làm thiệt mạng 31 trong số 43 người trên khoang.

## Máy bay
Chiếc máy bay bị nạn là một chiếc ATR72-200,, sản xuất bởi ATR Pháp-Ý và đăng ký ở Bermuda VP-BYZ. Chiếc máy bay, msn 332, được sản xuất vào năm 1992 và bay lần đầu tiên vào ngày 20 tháng 10 của năm đó. Nó đã được chuyển giao cho Transasia Airways ngày 16 tháng 12, năm 1992 và sau đó được phục vụ với hãng hàng không Finnair và Aero trước khi vào phục vụ hàng không với UTair dụng trong tháng 7 năm 2008. 

## Tai nạn
Máy bay bị rơi ngay sau khi cất cánh từ sân bay Roschino, gần thành phố Tyumen để tới thị trấn dầu mỏ Surgut tại Siberia. Tai nạn xảy ra lúc 5:35 địa phương (01:35 UTC), 2 km về phía tây nam của cuối của đường băng chính, gần ngôi làng Gorkovka. Các phi hành đoàn đã cố gắng hạ cánh khẩn cấp cách sân bay 1 dặm. Có 31 người chết và 12 người sống sót từ 43 người trên máy bay. Một nguồn rằng tất cả phi hành đoàn gồm bốn người đã thiệt mạng. Tất cả mười hai người sống sót bị trọng thương. Họ đã được đưa tới bệnh viện ở Tyumen.
UTair đã bán được 40 vé cho chuyến bay, nhưng một hành khách từ khu tự trị Khanty-Mansi không đến đúng thời gian. Thành viên của Ban Surgutneftegaz Nikolay Medvedev là một trong số các hành khách. 